# Nuoto ai Giochi della XXIII Olimpiade - 100 metri rana femminili
La gara di nuoto dei 100 metri rana femminili dei Giochi della XXIII Olimpiade di Los Angeles fu disputata il 2 agosto 1984 presso il McDonald's Olympic Swim Stadium.
Hanno partecipato alle batterie di qualificazione 30 atlete: le prime 8 si sono qualificate per la finale A, mentre le successive 8 invece si sono qualificate per la finale B.

## Record
Prima di questa competizione, il record del mondo (WR) e il record olimpico (OR) erano i seguenti.
|  | 1'08"51 | Ute Geweniger Germania Est | 25 agosto 1983 Roma, Italia  |
|  | 1'10"11 | Ute Geweniger Germania Est | 24 luglio 1980 Mosca, Russia |

Durante l'evento sono stati migliorati i seguenti record:
| Data     | Evento   | Atleta             | Nazione     | Tempo   | Record |
| -------- | -------- | ------------------ | ----------- | ------- | ------ |
| 2 agosto | Finale A | Petra van Staveren | Paesi Bassi | 1'09"88 |        |

## Risultati

### Batterie di qualificazione
| Pos | Batteria | Corsia | Atleta                    | Nazione        | Tempo   | Note |
| --- | -------- | ------ | ------------------------- | -------------- | ------- | ---- |
| 1   | 2        | 5      | Catherine Poirot          | Francia        | 1'10"69 | QA,  |
| 2   | 3        | 4      | Petra van Staveren        | Paesi Bassi    | 1'11"18 | QA   |
| 3   | 2        | 2      | Jean Hill                 | Regno Unito    | 1'11"37 | QA   |
| 4   | 4        | 3      | Eva-Marie Håkansson       | Svezia         | 1'11"41 | QA   |
| 5   | 4        | 5      | Susan Rapp                | Stati Uniti    | 1'11"63 | QA   |
| 6   | 2        | 4      | Anne Ottenbrite           | Canada         | 1'11"81 | QA   |
| 7   | 4        | 4      | Hiroko Nagasaki           | Giappone       | 1'11"82 | QA   |
| 8   | 1        | 4      | Tracy Caulkins            | Stati Uniti    | 1'11"99 | QA   |
| 9   | 3        | 2      | Ingrid Lempereur          | Belgio         | 1'12"08 | qB   |
| 10  | 1        | 3      | Ute Hasse                 | Germania Ovest | 1'12"17 | qB   |
| 10  | 2        | 6      | Dimity Douglas            | Australia      | 1'12"17 | qB   |
| 12  | 1        | 5      | Lisa Borsholt             | Canada         | 1'12"24 | qB   |
| 13  | 3        | 3      | Angelika Knipping         | Germania Ovest | 1'12"41 | qB   |
| 14  | 2        | 7      | Patricia Brülhart         | Svizzera       | 1'12"44 | qB   |
| 15  | 4        | 6      | Annelie Holmström         | Svezia         | 1'12"60 | qB   |
| 16  | 2        | 3      | Carlotta Tagnin           | Italia         | 1'12"70 | qB   |
| 17  | 1        | 6      | Sandra Bowman             | Regno Unito    | 1'12"92 |      |
| 18  | 3        | 7      | Sharon Kellett            | Australia      | 1'13"43 |      |
| 19  | 1        | 2      | Petra Hillenius           | Paesi Bassi    | 1'14"09 |      |
| 20  | 4        | 2      | Liang Weifen              | Cina           | 1'14"38 |      |
| 21  | 3        | 6      | Alicia Boscatto           | Argentina      | 1'14"45 |      |
| 22  | 4        | 7      | Kaori Iwasaki             | Giappone       | 1'14"68 |      |
| 23  | 4        | 1      | Sara Guido                | Messico        | 1'14"69 |      |
| 24  | 1        | 7      | Maarit Vähäsaari-Sihvonen | Finlandia      | 1'14"85 |      |
| 25  | 3        | 1      | Guðrún Ágústsdóttir       | Islanda        | 1'16"70 |      |
| 26  | 2        | 1      | Rosa María Silva          | Uruguay        | 1'17"11 |      |
| 27  | 1        | 1      | Chow Lai Yee              | Hong Kong      | 1'17"92 |      |
| 28  | 4        | 8      | Helen Chow                | Malaysia       | 1'18"99 |      |
| 29  | 3        | 8      | Isabel Lardizábal         | Honduras       | 1'25"12 |      |
|     | 3        | 5      | Manuela Dalla Valle       | Italia         | dq      |      |

### Finale B
| Pos | Corsia | Atleta            | Nazione        | Tempo   | Note             |
| --- | ------ | ----------------- | -------------- | ------- | ---------------- |
| 9   | 3      | Ute Hasse         | Germania Ovest | 1'11"44 |                  |
| 10  | 4      | Ingrid Lempereur  | Belgio         | 1'11"45 | Record nazionale |
| 11  | 5      | Dimity Douglas    | Australia      | 1'12"00 |                  |
| 12  | 2      | Angelika Knipping | Germania Ovest | 1'12"03 |                  |
| 13  | 6      | Lisa Borsholt     | Canada         | 1'12"41 |                  |
| 14  | 8      | Carlotta Tagnin   | Italia         | 1'12"77 |                  |
| 15  | 7      | Patricia Brülhart | Svizzera       | 1'12"89 |                  |
| 16  | 1      | Annelie Holmström | Svezia         | 1'13"27 |                  |

### Finale A
| Pos     | Corsia | Atleta              | Nazione     | Tempo   | Note |
| ------- | ------ | ------------------- | ----------- | ------- | ---- |
| Oro     | 5      | Petra van Staveren  | Paesi Bassi | 1'09"88 |      |
| Argento | 7      | Anne Ottenbrite     | Canada      | 1'10"69 |      |
| Bronzo  | 4      | Catherine Poirot    | Francia     | 1'10"70 |      |
| 4       | 8      | Tracy Caulkins      | Stati Uniti | 1'10"88 |      |
| 5       | 6      | Eva-Marie Håkansson | Svezia      | 1'11"14 |      |
| 6       | 1      | Hiroko Nagasaki     | Giappone    | 1'11"33 |      |
| 7       | 2      | Susan Rapp          | Stati Uniti | 1'11"45 |      |
| 8       | 3      | Jean Hill           | Regno Unito | 1'11"82 |      |